# Campionati europei di ciclismo su strada 2016 - Cronometro maschile Junior
La cronometro maschile Junior dei Campionati europei di ciclismo su strada 2016, ventiduesima edizione della prova, si disputò il 14 settembre 2016 su un percorso di 25,5 km con partenza da Josselin e arrivo a Plumelec, in Francia. La medaglia d'oro fu appannaggio del francese Alexys Brunel, il quale completò il percorso con il tempo di 35'58"76, alla media di 42,539 km/h; l'argento andò allo svizzero Marc Hirschi e bronzo al norvegese Iver Knotten.
Sul traguardo 54 ciclisti su 54 partenti portarono a termine la competizione.

## Ordine d'arrivo (Top 10)
| Pos. | Corridore          | Squadra     | Tempo    |
| ---- | ------------------ | ----------- | -------- |
| 1    | Alexys Brunel      | Francia     | 35'58"76 |
| 2    | Marc Hirschi       | Svizzera    | a 11"    |
| 3    | Iver Knotten       | Norvegia    | s.t.     |
| 4    | Stefan Bissegger   | Svizzera    | a 26"    |
| 5    | Andreas Leknessund | Norvegia    | a 33"    |
| 6    | Jarno Mobach       | Paesi Bassi | a 37"    |
| 7    | Barnabás Peák      | Ungheria    | a 39"    |
| 8    | Jakub Otruba       | Rep. Ceca   | a 41"    |
| 9    | Felix Groß         | Germania    | a 44"    |
| 10   | Nik Cemazar        | Slovenia    | a 46"    |